# 小行星9779
小行星9779（英語：9779）是一颗围绕太阳公转的小行星。1994年9月1日，上田清二、金田宏在钏路市发现了此天体。
这颗小行星的绝对星等为304.02190等。